# Гундерсвайлер
Гундерсвайлер (нем. Gundersweiler) — община в Германии, в земле Рейнланд-Пфальц. 
Входит в состав района Доннерсберг. Подчиняется управлению Роккенхаузен.  Население составляет 495 человек (на 31 декабря 2010 года). Занимает площадь 10,44 км².